# Bembridge (île de Wight)
Pour l’article homonyme, voir Bembridge.
Bembridge est un village et un civil parish située sur la pointe orientale de l'île de Wight, en Angleterre. Elle a une population de 3 848 habitants selon le recensement de 2001, ce qui en fait l'un des plus grands villages du pays.
Avant la création d'un polder, Bembridge et Yaverland était une île en soi, séparé du reste de l'île de Wight par un bras de mer.
C'est à Bembridge qui se trouve le seul moulin à vent survivant sur l'île.

## Jumelage
- Plédran (France)

## Personnalités liées à la commune
- Bear Grylls, animateur de télévision britannique, est né à Bembridge le 7 juin 1974.
- Blanche Thornycroft (1873-1950), architecte naval, y est morte.